# سیبو
سیبو استانی است در کشور فیلیپین. این استان بر روی جزیره سیبو قرار گرفته است و از مناطق مهم تجاری، صنعتی و گردشگری این کشور است. استان سیبو و نیز جزیره سیبو بخشی از گروه-جزیره ویسایا به حساب می‌آیند که در مرکز کشور فیلیپین قرار گرفته‌اند.
مرکز این استان، شهر سیبو است که پس از مانیل دومین شهر مهم فیلیپین شمرده می‌شود. جمعیت استان سیبو بیش از سه میلیون و هشتصد هزار نفر است. مساحت این استان برابر ۵۰۸۸ کیلومتر مربع است که از استانهای نه چندان وسیع این کشور به حساب می‌آید .

## نگارخانه

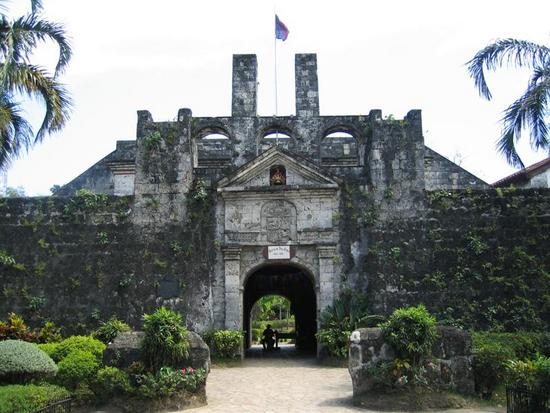